# Меморандум про підтримку Україною операцій НАТО
Меморандум 2002 року — меморандум про взаєморозуміння між Кабінетом Міністрів України і штабом Верховного головнокомандувача об'єднаних збройних сил НАТО на Атлантиці та штабом Верховного головнокомандувача об'єднаних збройних сил НАТО в Європі щодо забезпечення підтримки операцій НАТО з боку України.
Меморандум було ратифіковано 9 липня 2002 року. За Україну Меморандум підписував Державний секретар Міністерства оборони України з питань міжнародного співробітництва генерал-полковник В. І. Банник за штаби верховних головнокомандувачів збройних сил НАТО на Атлантиці та в Європі Заступний Верховного головнокомандувача адмірал Форбс І. А. Меморандум було ратифіковано Україною 3 березня 2004 року.
Метою Меморандуму стало встановлення політики і процедур для визначення місць забезпечення підтримки операцій або навчань та надання підтримки з боку країни, що приймає, силам, які дислокуються на її території, або силам, які отримують підтримку з боку країни-господаря під час операцій НАТО. 

## Повна назва
Меморандум про взаєморозуміння між Кабінетом Міністрів України і штабом Верховного головнокомандувача об'єднаних збройних сил НАТО на Атлантиці та штабом Верховного головнокомандувача об'єднаних збройних сил НАТО в Європі щодо забезпечення підтримки операцій НАТО з боку України.